# Vwanji
Le vwanji est une langue bantoue parlée en Tanzanie.

## Écriture
| a  | aa  | b    | d  | e  | ee | f  | g  | gh | h | i  |
| ii | ɨ   | ɨɨ   | j  | k  | l  | m  | mb | mh | n | nd |
| n  | ngʼ | ngʼh | nh | nj | nk | ns | nt | ny | o | oo |
| p  | s   | t    | u  | uu | ʉ  | ʉʉ | v  | w  | y | ʼ  |